# 映像盤。弐
『映像盤。弐』(えいぞうばん。に)は、日本のヴィジュアル系バンド、R指定が2014年3月26日に発売した、通算3枚目となるビデオ・クリップ集である。

## 概要
- 前作『映像盤。』から、2年7か月ぶりのリリースとなった。また、ライブ・ビデオ集『映像盤。参』と同時発売された。
- 10thシングル「アイアムメンヘラ」のカップリング曲「ラストレイン」から、3rdオリジナルアルバム『VISUAL IS DEAD』の収録曲「VISUAL IS DEAD」や、自身初となるカバーシングル「妄想日記」のPVが収録されている。
- なお、収録曲の音声のバランスがよくないという事態があり、良品との交換が行われた。

## 収録曲
1. ラストレイン
2. 愛國革命
3. クローゼットガール
4. スロウデイズ
5. 青春はリストカット
6. セカイノオワリ
7. VISUAL IS DEAD
8. 妄想日記